# Банши Инишерина
«Ба́нши Инише́рина» (англ. The Banshees of Inisherin) — чёрная трагикомедия 2022 года ирландского режиссёра и сценариста Мартина Макдонаха. Фильм рассказывает о двух давних друзьях (герои Колина Фаррелла и Брендана Глисона), один из которых в одночасье решает разорвать отношения. Во второстепенных ролях снялись Керри Кондон и Барри Кеоган. Картина стала второй совместной работой Фаррелла и Глисона в фильмах Макдонаха; прежде они сыграли главные роли в полнометражном дебюте Макдонаха «Залечь на дно в Брюгге» (2008).
Премьера «Банши Инишерина» состоялась 5 сентября 2022 года на 79-м Венецианском международном кинофестивале, где Фаррелл получил Кубок Вольпи за лучшую мужскую роль, а Макдонах — Золотую Озеллу за лучший сценарий. 21 октября картина вышла в прокат в Ирландии, Великобритании и США. Она получила признание критиков, высоко оценивших сценарий и режиссуру Макдонаха, музыку Бёруэлла и актёрскую игру. Национальный совет кинокритиков США включил «Банши Инишерина» в список 10 лучших фильмов 2022 года. Фильм получил восемь номинаций на 80-й церемонии вручения премий «Золотой глобус» и победил в трёх категориях, включая «Лучший фильм — мюзикл или комедия».

## Сюжет
Весной 1923 года,когда в Ирландии идёт гражданская война, на вымышленном острове Инишерин фолк-музыкант Колм Доэрти неожиданно начинает игнорировать своего давнего друга и собутыльника Подрика Салливана. Колм заявляет, что Подрик слишком скучен, и собирается провести остаток жизни, сочиняя музыку и совершая поступки, благодаря которым его запомнят. Подрик тяжело переживает разрыв, Колм отвергает все его попытки восстановить отношения. В конце концов Колм ставит бывшему другу ультиматум: каждый раз, когда тот будет досаждать ему или пытаться заговорить с ним, он будет отрезать себе палец на руке.
Сестра Подрика Шивон и деревенский паренёк Доминик пытаются помирить бывших друзей, но терпят неудачу. Пьяный Подрик ссорится с Колмом в пабе, а на следующий день пытается извиниться. Колм отрезает себе указательный палец и швыряет его в дверь дома Подрика. Обстановка становится всё более напряжённой, местная жительница миссис Маккормик предупреждает Подрика, что скоро на остров придёт смерть. Тем временем Шивон отвергает романтические ухаживания Доминика. Устав от жизни на маленьком острове, она переезжает на большую землю и устраивается на работу в библиотеку. Колм заканчивает писать мелодию, которую он назвал «Банши Инишерина», и, кажется, готов возобновить дружбу с Подриком. Однако, когда тот рассказывает, как обманом заставил одного из друзей-музыкантов Колма покинуть остров, Колм отрезает себе оставшиеся пальцы левой руки и бросает их рядом с домом Подрика. Подрик находит мёртвой любимую домашнюю ослицу Дженни, которая подавилась одним из пальцев.
Сестра Подрика Шивон пишет письмо брату с большой земли, говорит что у неё всё хорошо и предлагает Подрику переехать к ней, оставив домашний скот на Доминика. Подрик пишет что никуда не уедет из Инишерина. Убитый горем Подрик обвиняет Колма в гибели Дженни и говорит ему, что на следующий день сожжёт его дом. Он выполняет свою угрозу и увозит собаку Колма Сэмми в безопасное место, а перед уходом видит через окно Колма, сидящего в горящем доме. Когда местный полицейский, отец Доминика Педар, направляется к дому Подрика, миссис Маккормик без слов приводит его к трупу Доминика, плавающему в ближайшем озере. На следующее утро Подрик с собакой находит Колма, стоящего на берегу моря. Тот высказывает уверенность, что поджог положил конец их вражде, но Подрик считает, что они были бы квиты, только если бы Колм остался в доме. Когда Подрик собирается уходить, Колм благодарит бывшего друга за то, что он присмотрел за его собакой. Подрик отвечает: «В любое время!».

## В ролях
- Колин Фаррелл — Патрик Салливан
- Брендан Глисон — Колм Доэрти
- Керри Кондон — Шивон Салливан
- Барри Кеоган — Доминик Кирни
- Гэри Лайдон — Педар Кирни
- Пэт Шорт — Джонджо Дивайн
- Шейла Флиттон — миссис Маккормик
- Брид Ни Няхтень — миссис О’Риордан
- Джон Кенни — Джерри
- Аарон Монаган — Деклан
- Дэвид Пирс — священник

## Создание и релиз
Проект был анонсирован в феврале 2020 года. Изначально было известно, что главные роли сыграют Колин Фаррелл и Брендан Глисон, звёзды фильма Макдонаха «Залечь на дно в Брюгге». Съёмки начались в августе 2021 года в Инишморе. К тому моменту в актёрский состав фильма вошли также Барри Кеоган и Керри Кондон.
Премьера «Банши Инишерина» состоялась 6 сентября 2022 года на 79-м Венецианском кинофестивале. Публика после финальных титров аплодировала 15 минут. Затем фильм показали на кинофестивалях в Торонто и в Филадельфии. 21 октября того же года он вышел в театральный прокат.

## Оценки
На сайте-агрегаторе рецензий Rotten Tomatoes фильм получил рейтинг 97 % со средней оценкой 8,8/10. Рецензенты с этого ресурса признали «Банши Инишерина» одной из лучших работ Макдоны, высоко оценив игру Фаррелла и Глисона. На сайте Metacritic картина получила 87 баллов из 100, что означает «всеобщее признание».
В Венеции Колин Фаррелл получил приз фестиваля как лучший актёр, Мартин Макдона был удостоен приза за лучший сценарий. Антон Долин охарактеризовал «Банши Инишерина» как «Лучший фильм конкурса Венеции. Лучший фильм Мартина Макдоны. Фильм, которым запомнится этот год». Для Станислава Зельвенского картина стала «именинами сердца». Денис Виленкин поставил «Банши» низкую оценку со словами: «Знаю, что я в меньшинстве. В свое оправдание скажу, первый час был для меня настоящим. Потом картина самоуничтожилась».
Питер Брэдшоу из The Guardian поставил фильму четыре звезды из пяти, написав, что «как исследование мужского одиночества и подавленного гнева он до странности убедителен и часто очень забавен». Для Тодда Маккарти из Deadline Hollywood «Банши Инишерина» — «простая и дьявольская история о конце дружбы, снабжённая острым юмором и внезапными моментами поразительного насилия». Этот критик высоко оценил операторскую работу Бена Дэвиса и музыку Картера Беруэлла. Дэвид Эрлих из IndieWire оценил картину на «B+», отметив, что «постоянный скрытый юмор придаёт самым насущным вопросам сюжета нелепый контекст, который показывает абсурдность всего сущего». Для Эрлиха «Банши» — лучшая работа Макдонаха со времен «Залечь на дно в Брюгге».
Мэтью Крейт из Screen Rant написал, что «демонстрация метафорических аспектов гражданского неповиновения и внутреннего протеста группы людей в фильме удивительно весёлая». По словам Гая Лоджа (Variety), «то, что начинается как печальное, анекдотическое повествование, становится чем-то более близким к мифу по своей ярости и резонансу». Дэвид Руни из The Hollywood Reporter назвал фильм «задумчивым ансамблевым произведением, в котором умело сочетаются трагикомическое и жутковатое». Робби Коллин из The Telegraph оценил «Банши Инишерина» на 5 звёзд из 5 звезд и отметил «потрясающе продуманные и исполненные» диалоги. Марк Фини из The Boston Globe оценил метафору гражданской войны в «Банши» как «ужасно плоскую». Многие критики не согласились с тем, как в фильме изображена Ирландия: так, Марк О’Коннелл из Slate и Эд Пауэр из The Telegraph написали об использовании избитых шаблонов.
По итогам 2022 года более сотни изданий включили «Банши Инишерина» в свои списки фильмов года. Такие издания как Associated Press, The Daily Beast, The Wall Street Journal, назвали его лучшим фильмом года. По подсчётам Metacritic, по частоте включений в списки лучших за 2022 год он уступил только фильму «Всё везде и сразу».

## Награды и номинации
| Список наград и номинаций | Список наград и номинаций | Список наград и номинаций          | Список наград и номинаций | Список наград и номинаций |
| Кинопремия                | Дата церемонии            | Категория                          | Номинант(ы)               | Результат                 |
| ------------------------- | ------------------------- | ---------------------------------- | ------------------------- | ------------------------- |
| Золотой глобус            | 2023                      | Лучший фильм — комедия или мюзикл  | «Банши Инишерина»         | Победа                    |
| Золотой глобус            | 2023                      | Лучший режиссёр                    | Мартин Макдонах           | Номинация                 |
| Золотой глобус            | 2023                      | Лучший актёр в комедии или мюзикле | Колин Фаррелл             | Победа                    |
| Золотой глобус            | 2023                      | Лучший актёр второго плана         | Брендан Глисон            | Номинация                 |
| Золотой глобус            | 2023                      | Лучший актёр второго плана         | Барри Кеоган              | Номинация                 |
| Золотой глобус            | 2023                      | Лучшая актриса второго плана       | Керри Кондон              | Номинация                 |
| Золотой глобус            | 2023                      | Лучший сценарий                    | Мартин Макдонах           | Победа                    |
| Золотой глобус            | 2023                      | Лучшая музыка к фильму             | Картер Бёруэлл            | Номинация                 |
| BAFTA                     | 2023                      | Лучший фильм                       | «Банши Инишерина»         | Номинация                 |
| BAFTA                     | 2023                      | Лучший британский фильм            | «Банши Инишерина»         | Победа                    |
| BAFTA                     | 2023                      | Лучшая режиссёрская работа         | Мартин Макдонах           | Номинация                 |
| BAFTA                     | 2023                      | Лучшая мужская роль                | Колин Фаррелл             | Номинация                 |
| BAFTA                     | 2023                      | Лучшая мужская роль второго плана  | Барри Кеоган              | Победа                    |
| BAFTA                     | 2023                      | Лучшая женская роль второго плана  | Керри Кондон              | Победа                    |
| BAFTA                     | 2023                      | Лучший оригинальный сценарий       | Мартин Макдонах           | Победа                    |
| Спутник                   | 2023                      | Лучший фильм — комедия или мюзикл  | «Банши Инишерина»         | Номинация                 |
| Спутник                   | 2023                      | Лучший режиссёр                    | Мартин Макдонах           | Номинация                 |
| Спутник                   | 2023                      | Лучшая мужская роль                | Колин Фаррелл             | Номинация                 |
| Спутник                   | 2023                      | Лучшая мужская роль второго плана  | Брендан Глисон            | Номинация                 |
| Спутник                   | 2023                      | Лучшая женская роль второго плана  | Керри Кондон              | Номинация                 |
| Спутник                   | 2023                      | Лучшая операторская работа         | Бен Дэвис                 | Номинация                 |
| Спутник                   | 2023                      | Лучший оригинальный сценарий       | Мартин Макдонах           | Победа                    |
| Спутник                   | 2023                      | Лучшая музыка к фильму             | Картер Бёруэлл            | Номинация                 |
| Оскар                     | 12 марта 2023 года        | Лучший фильм                       | «Банши Инишерина»         | Номинация                 |
| Оскар                     | 12 марта 2023 года        | Лучшая режиссёрская работа         | Мартин Макдонах           | Номинация                 |
| Оскар                     | 12 марта 2023 года        | Лучший актёр                       | Колин Фаррелл             | Номинация                 |
| Оскар                     | 12 марта 2023 года        | Лучший актёр второго плана         | Брендан Глисон            | Номинация                 |
| Оскар                     | 12 марта 2023 года        | Лучший актёр второго плана         | Барри Кеоган              | Номинация                 |
| Оскар                     | 12 марта 2023 года        | Лучшая актриса второго плана       | Керри Кондон              | Номинация                 |
| Оскар                     | 12 марта 2023 года        | Лучший оригинальный сценарий       | Мартин Макдонах           | Номинация                 |
| Оскар                     | 12 марта 2023 года        | Лучшая музыка к фильму             | Картер Бёруэлл            | Номинация                 |
| Оскар                     | 12 марта 2023 года        | Лучший монтаж                      | Миккель Э. Г. Нильсен     | Номинация                 |